# Eunice Cunha

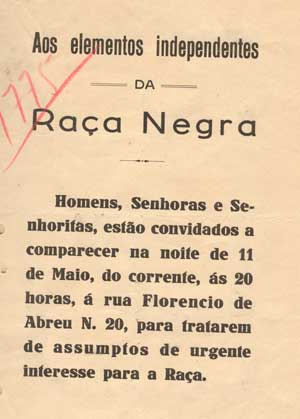
Panfleto da Frente Negra Brasileira, do qual Eunice Cunha foi cofundadora.

Eunice de Paula Cunha (Cajuru, 1915 — São Paulo, 2014) foi uma professora, jornalista, ativista do movimento negro e precursora do feminismo contemporâneo brasileira.

## Biografia
Foi uma das fundadoras da Frente Negra Brasileira.
Colaborou com a criação do jornal batizado de O Clarim, posteriormente denominado O Clarim da Alvorada (ou Clarim d’Alvorada). Lá, ela foi redatora, entre 1924 e 1932, e sobressaiu como jornalista na imprensa negra brasileira, sendo uma de suas principais lideranças intelectuais.
Utilizava o pseudônimo "Nice" e era vista como representante de todas as mulheres negras brasileiras.
Segundo o jornal Jornegro, Eunice Cunha deveria ser tomada como exemplo e importante símbolo da mulher negra, que colaborava na desconstrução dos estereótipos (como os de funcionárias domésticas ou de objetos sexuais).
Embora ainda não se denominasse feminista, ficou conhecida por sua luta pela igualdade de gênero e racial. Denunciou o racismo e ainda o destrato contra jovens negras trabalhadoras domésticas.
Num momento em que a mulher, no Brasil, ainda não tinha direito de voto e ainda lutava por mínimos direitos sociais, Eunice antecipava visões do feminismo contemporâneo e incitava que mulheres negras buscassem espaços na educação moderna. Via a luta por ascensão social, como forma de romper com o sistema escravista.
Seu chamado à educação das mulheres negras constituiu determinante abertura de canais seguros para as militantes que vieram depois.
Foi casada com Henrique Antunes Cunha e mãe de Henrique Antunes Cunha Júnior.

## Prêmio
- Tributo aos Lutadores (in memorian).[12]

## Obras selecionadas
- Apelo às Mulheres Negras, O Clarim. São Paulo, abril de 1935.[9]
- A mulher moderna e a sua educação, O Clarim. São Paulo, maio de 1935.[7]